# Bruno Radotić
Bruno Radotić (Zagreb, 28 juni 1983) is een Kroatisch veldrijder en wegwielrenner die tussen 2010 en 2012 reed voor Meridiana Kamen Team. Zijn jongere zus Mia is ook wielrenner.

## Carrière
In 2009 won Radotić, na een jaar eerder al tweede te zijn geworden, het nationale kampioenschap tijdrijden. In 2012 beëindigde hij zijn carrière op de weg, om twee jaar later nationaal kampioen veldrijden te worden. In 2017 maakte hij zijn rentree op de weg tijdens de nationale kampioenschappen, waarin hij vijfde in de tijdrit en derde in de wegwedstrijd werd.

## Veldrijden

### Palmares
| Seizoen   | Wereldbeker | WK | EK | KK     | Overige | Totaal aantal zeges |
| --------- | ----------- | -- | -- | ------ | ------- | ------------------- |
| 2010-2011 |             |    |    | Zilver |         | 0                   |
| 2011-2012 |             |    |    |        |         | 0                   |
| 2012-2013 |             |    |    |        |         | 0                   |
| 2013-2014 |             |    |    | Goud   |         | 1                   |

## Wegwielrennen

### Overwinningen
2009
 Kroatisch kampioen tijdrijden, Elite

## Ploegen
- 2010 –  Meridiana Kamen Team
- 2011 –  Meridiana Kamen Team
- 2012 –  Meridiana Kamen Team